# Batalla del Huerto de las Bombas
La batalla del Huerto de las Bombas fue un enfrentamiento militar ocurrido el 4 de septiembre del año 1706 entre las tropas borbónicas, dirigidas por el obispo Luis de Belluga, y las austracistas junto a sus aliados ingleses y neerlandeses, en el contexto de la guerra de sucesión española. El encuentro, que tuvo lugar en las proximidades de la ciudad de Murcia, se saldó con una victoria borbónica.

## Antecedentes
Previendo la muerte del rey Carlos II de España sin descendencia, las principales potencias europeas propusieron como sucesor al príncipe elector José Fernando de Baviera, pactando un reparto de las posesiones territoriales de la Monarquía Hispánica entre ellas. Sin embargo, el pretendiente murió en 1699, de manera que en su último testamento antes de morir, Carlos II nombra su heredero al duque Felipe de Anjou. Felipe entra en Barcelona el 2 de octubre, y las Cortes se clausuran el 14 de enero de 1702 con el juramento de las constituciones catalanas por el monarca. Las grandes potencias, disconformes con esta situación, constituyeron la Gran Alianza en torno al archiduque Carlos de Austria, estallando la guerra de sucesión española.
Tomada Gibraltar por los ingleses, en agosto de 1705 el Archiduque embarca en Lisboa en dirección al mar Mediterráneo. Se detiene en Altea, donde es proclamado rey y se inicia la revuelta valenciana de los maulets, liderada por Juan Bautista Basset. Mientras tanto, y apremiados por el Príncipe de Hesse-Darmstadt, pelotones de migueletes cierran el paso a los borbónicos en la Plana de Vich y capturan el castillo de Montjuic, desde la que sería bombardeada Barcelona hasta su capitulación ante el Conde de Peterborough el 9 de octubre de 1705. El 22 de octubre entró en la ciudad el archiduque Carlos, que tras jurar las constituciones el 7 de noviembre sería proclamado Carlos III de España.
Valencia cae en manos de Carlos el 15 de diciembre. Los felipistas contraatacaron asediando San Mateo entre  el 28 de diciembre de 1705 y el 9 de enero de 1706, y asaltando Villarreal el 12 de enero al paso de las tropas del Conde de las Torres de Alcorrín, pero finalmente tuvieron que replegarse a Castilla.
Entretanto, los borbónicos se reorganizaron y lanzaron una ofensiva desde Lérida, Gerona y el mar sobre Barcelona. Cataluña queda definitivamente en manos austracistas después del fallido sitio de Barcelona, del que Felipe de Anjou tiene que terminar huyendo a Francia, volviendo a entrar en España por Navarra.
La sublevación carlista de Cartagena marcó el inicio efectivo del conflicto en el reino de Murcia. La rebelión del Conde de Santa Cruz de los Manueles, cuatralbo de las galeras reales, que tenían en el puerto de Cartagena su base naval, creó tal desconcierto político en la ciudad que facilitó a los líderes austracistas la ocupación del poder local, y la llegada pocos días después de la escuadra del almirante John Leake precipitó los acontecimientos militares.
El 24 de junio se proclamaba en Cartagena, en medio de salvas de artillería y el griterío de la multitud, al archiduque Carlos como nuevo rey. Al cabo de un mes aproximadamente, se repetía la escena en Orihuela, una vez su gobernador el Marqués de Rafal se decidía a unirse a la sublevación.
Desde entonces se hicieron frecuentes los enfrentamientos entre los dos bandos en el entorno de la ciudad de Murcia, el reducto más importante y a la vez más débil de la causa borbónica en el reino. Sin embargo, ni en la misma ciudad existía consenso. Buena parte de sus cuadros dirigentes optaban de manera más o menos explícita por alinearse con el levantamiento, siendo el elemento más destacado Diego Rejón de Silva, marqués de Alcantarilla, quien se convertiría en uno de los generales más prominentes del ejército del Archiduque.
La adhesión de la nobleza murciana a la causa imperial arrastró a buena parte de los hortelanos de la Vega Baja del Segura, debido a los lazos de vasallaje. Esto, unido a la falta de un sistema de defensa adecuado y a la debilidad del ejército felipista, hacía presagiar que Murcia sería la siguiente ciudad en dar obediencia a Carlos III.

## La batalla
La reacción borbónica vino de mano del obispo Luis Antonio de Belluga y Moncada, quien movilizó a las elites sociales y enardeció a los vecinos para que resistieran el avance austracista, argumentando la legitimidad de Felipe V. Su labor propagandística cristalizó en La Gazeta de Murcia, de la que se conservan los ejemplares entre agosto y septiembre de 1706. Otra de sus maquinaciones fue interpretar las lágrimas de una imagen de Nuestra Señora de los Dolores que se encontraba en una casa cerca de Monteagudo el 8 de agosto, como una prueba irrefutable de la malicia de los partidarios del Archiduque.
Durante el mes de agosto, muchos murcianos abandonaron la capital mientras entraban milicianos del resto del reino y de la vecina Andalucía. Se produjeron muchas escaramuzas, pero el choque que tuvo más eco propagandístico fue el ocurrido en el Huerto de las Bombas.
El 4 de septiembre, un regimiento anglo-neerlandés de 6000 hombres de infantería, varias piezas de artillería y una sección de ingenieros con un puente portátil de madera para atravesar las acequias, avanzó desde Espinardo con la intención de ocupar Murcia. El obispo Belluga tuvo la idea de soltar el agua de las acequias para inundar la huerta, haciendo impracticable el avance de la infantería atacante. Sin embargo, ambos bandos intercambiaron fuego de artillería antes de que los austracistas optasen por retirarse.

## Consecuencias
La ofensiva felipista sobre el sur del Reino de Valencia se inició en otoño de 1706, cuando las fuerzas del obispo Belluga se unieron a las del Duque de Berwick, el comandante en jefe borbónico, e hicieron rendirse Orihuela (11 de octubre), Elche (21 de octubre) y Cartagena (17 de noviembre), pero la presencia del ejército aliado en Alicante impidió continuar más hacia el norte.